# Броккен, Корри
Корне́лия Мари́я «Ко́рри» Ме́йерник-Бро́ккен (нидерл. Cornelia Maria «Corry» Meijerink-Brokken; 3 декабря 1932, Бреда, Северный Брабант — 31 мая 2016, Ларен, Северная Голландия) — голландская певица, автобиограф, актриса, радио- и телеведущая, судья и юрист. Трёхкратная представительница Нидерландов на конкурсе песни «Евровидение» (1956, 1957, 1958), его второй победитель, а также его ведущая (1976).

## Биография
Родилась 3 декабря 1932 года в Бреде. В качестве певицы дебютировала на радио в 1952 году с песней «Apologize», а в 1954 году выпустила первый альбом. Помимо эстрадных песен, в её репертуар входили арии из опер и оперетт. В качестве ведущей вела многочисленные шоу на голландском и немецком телевидении. После окончания своей музыкальной карьеры в 1988 году, в возрасте 42 лет решила заняться повышением квалификации и пошла учиться в университет на юридический факультет, в 1990 году начала работать судьей. Однако в 1996 году выпустила новый компакт-диск со своими песнями. В 2000 году вышли её мемуары. Была дважды лауреатом голландской музыкальной премии «Edison Music Awards» в 1963 и 1995 годах.

### «Евровидение»
В 1956 году стала победительницей нидерландского национального отбора с песней «Voorgoed voorbij» и вместе с Йетти Парл, которую выбрали второй победительницей, стали первыми представительницами Нидерландов на первом конкурсе песни «Евровидение», проходившем в швейцарском Лугано. Так как, на данном конкурсе был объявлен только победитель, они заняли второе место, наряду со остальными участниками. В 1957 году представила Нидерланды во второй раз с песней «Net als toen», став победителем конкурса с 31 баллом. В 1958 году представила Нидерланды в последний третий раз с песней «Heel de wereld», заняв последнее место с 1 баллом. В 1976 году была ведущей конкурса, проходившем в Гааге. В 1997 году была глашатаем своей страны на конкурсе, проходившем в ирландском Дублине.

### Смерть
Скончалась 31 мая 2016 года в Ларене от болезни Альцгеймера в возрасте 83 лет.

## Личная жизнь
- Первый муж (1956—1962): Кес Зи (1934—1985), джазовый барабанщик. Познакомились в 1952 году.
  - Дочь — Нэнси Зи.
- Второй муж (1968—1978): Рейндерт «Рене» Шлезвиг (1901—1978), театральный продюсер.
- Третий муж (1978—2016): Ян Мейеринк (1949—2018), на момент знакомства был студентом академии.

## Дискография

### Синглы
- 1952 — «Apologize»
- 1956 — «'t Is lente»
- 1956 — «Ik zei: ja»
- 1956 — «Voorgoed voorbij»
- 1957 — «Iwan»
- 1957 — «Net als toen»
- 1958 — «Heel de wereld»
- 1958 — «Weet je»
- 1959 — «Iedere dag met jou» (совместно с Брюсом Лоу)
- 1959 — «Kleine zilv’ren ster» (совместно с Тонни ван Хюлстом)
- 1959 — «Mijn hart en ik» (совместно с Брюсом Лоу)
- 1960 — «Milord»

### Альбомы
Известно, что она выпустила 2 альбома в 1954 и 1996 годах.

## Фильмография
- 1957 — «'t Is oudejaarsavond» (архив)
- 1957 — «Besuch aus Hamburg»
- 1957 — «Jenny»
- 1959 — «Redt een kind»
- 1960 — «Hazy-Osterwald-Show»
- 1960 — «In de hoofdrol»
- 1961 — «Am Abend ins Odeon»
- 1963 — «Die Drehscheibe»
- 1963 — «Hotel Victoria»
- 1963 — «Pro of Contra»
- 1963 — «Treffpunkt Telebar»
- 1963 — «Werner Müllers Schlagermagazin»
- 1964 — «Haifischbar»
- 1965 — «Soeben eingetroffen»
- 1965 — «With Andy»
- 1966 — «ARD-Fernsehlotterie - Ein Platz an der Sonne»
- 1966 — «Es funkeln die Sterne - Eine musikalische Silvesterreise um die Welt»
- 1966 — «Meine Melodie»
- 1966 — «Musik aus Studio B»
- 1966 — «Musik und Information»
- 1966 — «Schlager von gestern... mit Interpreten von heute»
- 1967-1970 — «Varieté-Zauber»
- 1968 — «Uit met Maurice Dean»
- 1970 — «Show-Report»
- 1976 — «Rendezvous mit Caterina Valente»
- 1990 — «Uit het plakboek van de revue» (архив)
- 1993 — «Goede tijden, slechte tijden»
- 2004 — «Wintertijd»
- 2005 — «Tour d'Eurovision» (архив)
- 2009 — «Kinderen geen bezwaar»